# SC 147 Karlsruhe
Der SC 147 Karlsruhe (offiziell: Snookerclub 147 Karlsruhe e. V.) ist ein Snookerverein aus Karlsruhe. Die erste Mannschaft des 2004 gegründeten Vereins spielt in der Saison 2022/23 zum dritten Mal in der 1. Bundesliga.

## Geschichte
| Platzierungen (seit 2004) | Platzierungen (seit 2004)      | Platzierungen (seit 2004) |
| Saison                    | Liga (Spielklasse)             | Platz                     |
| ------------------------- | ------------------------------ | ------------------------- |
| 2004/05                   | Baden-Württemberg-Liga (3)     | 3                         |
| 2005/06                   | Baden-Württemberg-Liga (3)     | 1                         |
| 2006/07                   | 2. Bundesliga Süd (2)          | 5                         |
| 2007/08                   | 2. Bundesliga Süd (2)          | 2                         |
| 2008/09                   | 1. Bundesliga (1)              | 6                         |
| 2009/10                   | 2. Bundesliga Süd (2)          | 6                         |
| 2010/11                   | 2. Bundesliga Süd (2)          | 7                         |
| 2011/12                   | Oberliga Baden-Württemberg (3) | 1                         |
| 2012/13                   | 2. Bundesliga Süd (2)          | 3                         |
| 2013/14                   | 2. Bundesliga Süd (2)          | 1                         |
| 2014/15                   | 1. Bundesliga (1)              | 8                         |
| 2015/16                   | 2. Bundesliga Süd (2)          | 4                         |
| 2016/17                   | 2. Bundesliga Süd (2)          | 6                         |
| 2017/18                   | 2. Bundesliga Süd (2)          | 5                         |
| 2018/19                   | 2. Bundesliga Süd (2)          | 5                         |
| 2019/20                   | 2. Bundesliga Süd (2)          | 3                         |
| 2020/21                   | 2. Bundesliga Süd (2)          | –                         |
| 2021/22                   | 2. Bundesliga Süd (2)          | 1                         |
| 2022/23                   | 1. Bundesliga (1)              |                           |

Der SC 147 Karlsruhe wurde 2004 gegründet. 2006 stieg die erste Mannschaft erstmals in die 2. Bundesliga auf und 2007 erreichte sie den dritten Platz bei der deutschen Pokalmeisterschaft. In der Spielzeit 2007/08 folgte der Aufstieg in die 1. Bundesliga. In der Saison 2008/09 kam man dort, mit zwei Punkten Abstand auf den Fünftplatzierten 1. Münchner SC, auf den sechsten Platz und stieg somit wieder ab.
Nach zwei Spielzeiten in der zweiten Liga folgte 2011 der Abstieg in die Oberliga. Durch den Aufstieg der zweiten Mannschaft im selben Jahr hätte der Verein in der 2. Bundesliga bleiben können, worauf jedoch verzichtet wurde. Als Oberligameister schaffte man ein Jahr später den direkten Wiederaufstieg. Nach dem dritten Platz in der Spielzeit 2012/13 gelang dem SC 147 in der Saison 2013/14 als Meister der zweiten Liga nach fünf Jahren die Rückkehr in die 1. Bundesliga.
In der folgenden Spielzeit kamen die Karlsruher mit lediglich acht Punkten auf den letzten Platz und stiegen wieder in die 2. Bundesliga ab. Dort kam der SC 147 in den folgenden vier Jahren zumeist ins Tabellenmittelfeld. In der aufgrund der COVID-19-Pandemie abgebrochenen Saison 2019/20 verpasste der Verein als Drittplatzierter, punktgleich mit dem 1. SC Schwalbach, nur knapp die Relegation zur ersten Liga. Nachdem die Spielzeit 2020/21 pandemiebedingt annulliert worden war, erreichten die Karlsruher in der Saison 2021/22 den ersten Platz und stiegen somit zum dritten Mal in die 1. Bundesliga auf.

## Zweite Mannschaft
| Platzierungen (seit 2004) | Platzierungen (seit 2004)          | Platzierungen (seit 2004) |
| Saison                    | Liga (Spielklasse)                 | Platz                     |
| ------------------------- | ---------------------------------- | ------------------------- |
| 2004/05                   | –                                  |                           |
| 2005/06                   | Baden-Württemberg-Liga (3)         | 4                         |
| 2006/07                   | Baden-Württemberg-Liga (3)         | 4                         |
| 2007/08                   | Baden-Württemberg-Liga (3)         | 7                         |
| 2008/09                   | Oberliga West (4)                  | 1                         |
| 2009/10                   | Oberliga Baden-Württemberg (3)     | 2                         |
| 2010/11                   | Oberliga Baden-Württemberg (3)     | 2                         |
| 2011/12                   | Oberliga Baden-Württemberg (3)     | 5                         |
| 2012/13                   | Oberliga Baden-Württemberg (3)     | 8                         |
| 2013/14                   | Verbandsliga Baden-Württemberg (4) | 1                         |
| 2014/15                   | Oberliga Baden-Württemberg (3)     | 8                         |
| 2015/16                   | Verbandsliga Baden-Württemberg (4) | 4                         |
| 2016/17                   | Oberliga Baden-Württemberg (3)     | 5                         |
| 2017/18                   | Oberliga Baden-Württemberg (3)     | 6                         |
| 2018/19                   | Oberliga Baden-Württemberg (3)     | 5                         |
| 2019/20                   | Oberliga Baden-Württemberg (3)     | 6                         |
| 2020/21                   | Oberliga Baden-Württemberg (3)     | –                         |
| 2021/22                   | Oberliga Baden-Württemberg (3)     | 1                         |
| 2022/23                   | 2. Bundesliga Süd (2)              |                           |

Die zweite Mannschaft des SC 147 Karlsruhe wurde zur Saison 2005/06 gebildet und startete in der drittklassigen Baden-Württemberg-Liga. Nach drei Spielzeiten stieg sie in die Oberliga West ab, in der in der Saison 2008/09 mit dem ersten Platz der Aufstieg in die nun drittklassige Oberliga Baden-Württemberg folgte. Vier Jahre lang spielten die Karlsruher anschließend in der dritten Spielklasse, wobei ihnen 2011 mit dem zweiten Platz der Aufstieg in die 2. Bundesliga gelang, auf den jedoch verzichtet wurde.
In den Spielzeiten 2012/13 und 2014/15 stieg das Team aus der Oberliga ab, wobei in der Verbandsliga jeweils der direkte Wiederaufstieg gelang. In den vier darauffolgenden Jahren belegte man in der Oberliga jeweils zweimal den fünften und sechsten Platz. Nachdem die Saison 2020/21 aufgrund der COVID-19-Pandemie ausgefallen war, wurde das Team in der Spielzeit 2021/22 Oberligameister. Wegen der Abmeldung mehrerer Mannschaften entfielen die Aufstiegsspiele zur 2. Bundesliga und die zweite Mannschaft des SC 147 startete somit in der Saison 2022/23 erstmals in der zweiten Liga.

## Aktuelle und ehemalige Spieler
(Auswahl)
- Harun Ahmadi
- Steffen Baumann
- Hans-Joachim Benninger
- Reiner Buck
- Ralf Dahn
- Michael Eheim
- Mohammed Amine El Habti
- Michael Epp
- Maurice Kenmeue Fonwe
- Frederick Guntermann
- Ralf Günzel
- René Hartung
- Dominik Haug
- Thorsten Kogge
- Bernhard Kraft
- Hao Lac
- Thomas Maenner
- Wladimir Ponomarenko
- Rotraut Raecke
- Frank Schröder
- Mohammed Bakr Sikal
- Diana Stateczny
- Andreas Vetter
- Florian Werres
- Suphi Yalman
- Erdan Zarbali
- Ergün Zarbali